# Poritia phama
Poritia phama är en fjärilsart som beskrevs av Druce 1895. Poritia phama ingår i släktet Poritia och familjen juvelvingar. Inga underarter finns listade i Catalogue of Life.

## Bildgalleri

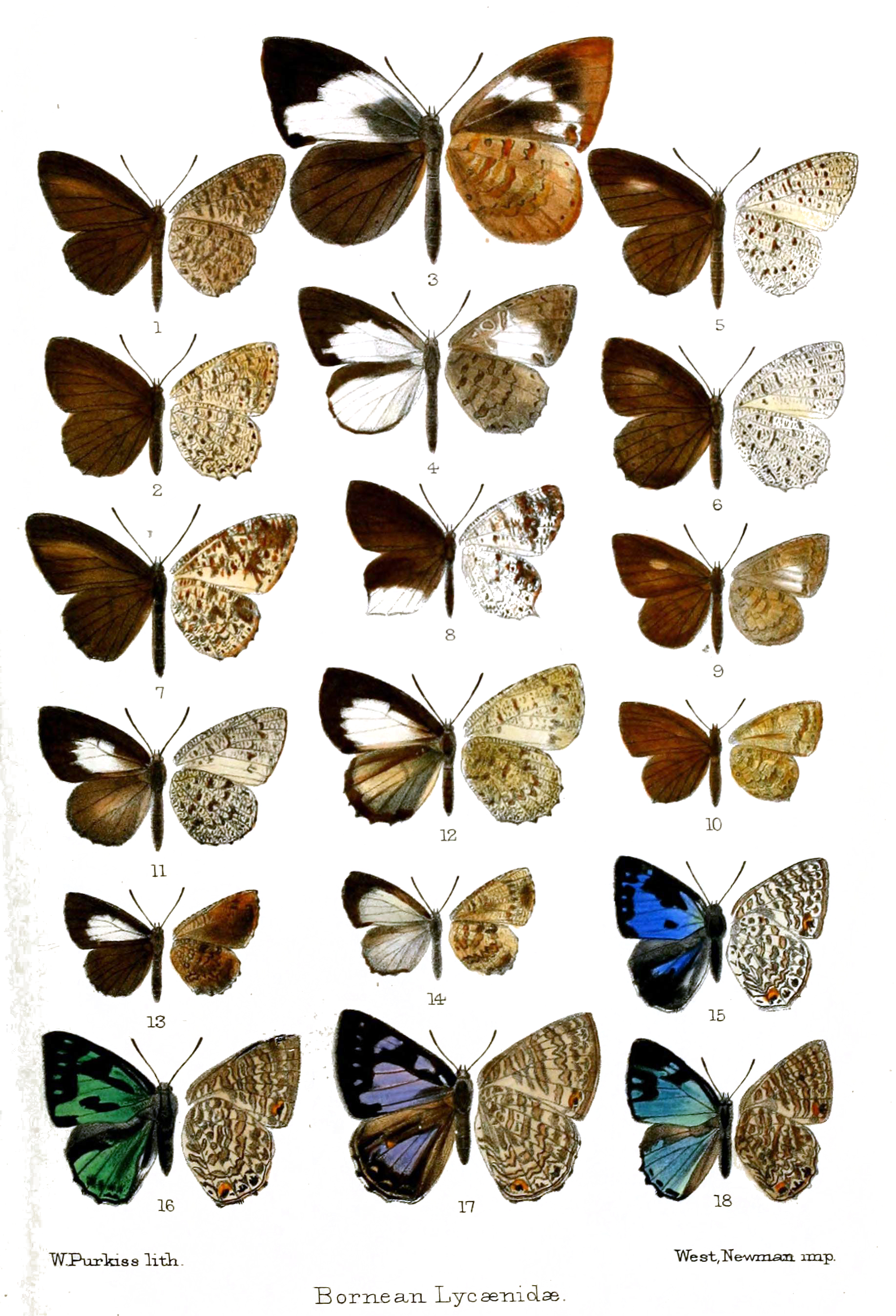
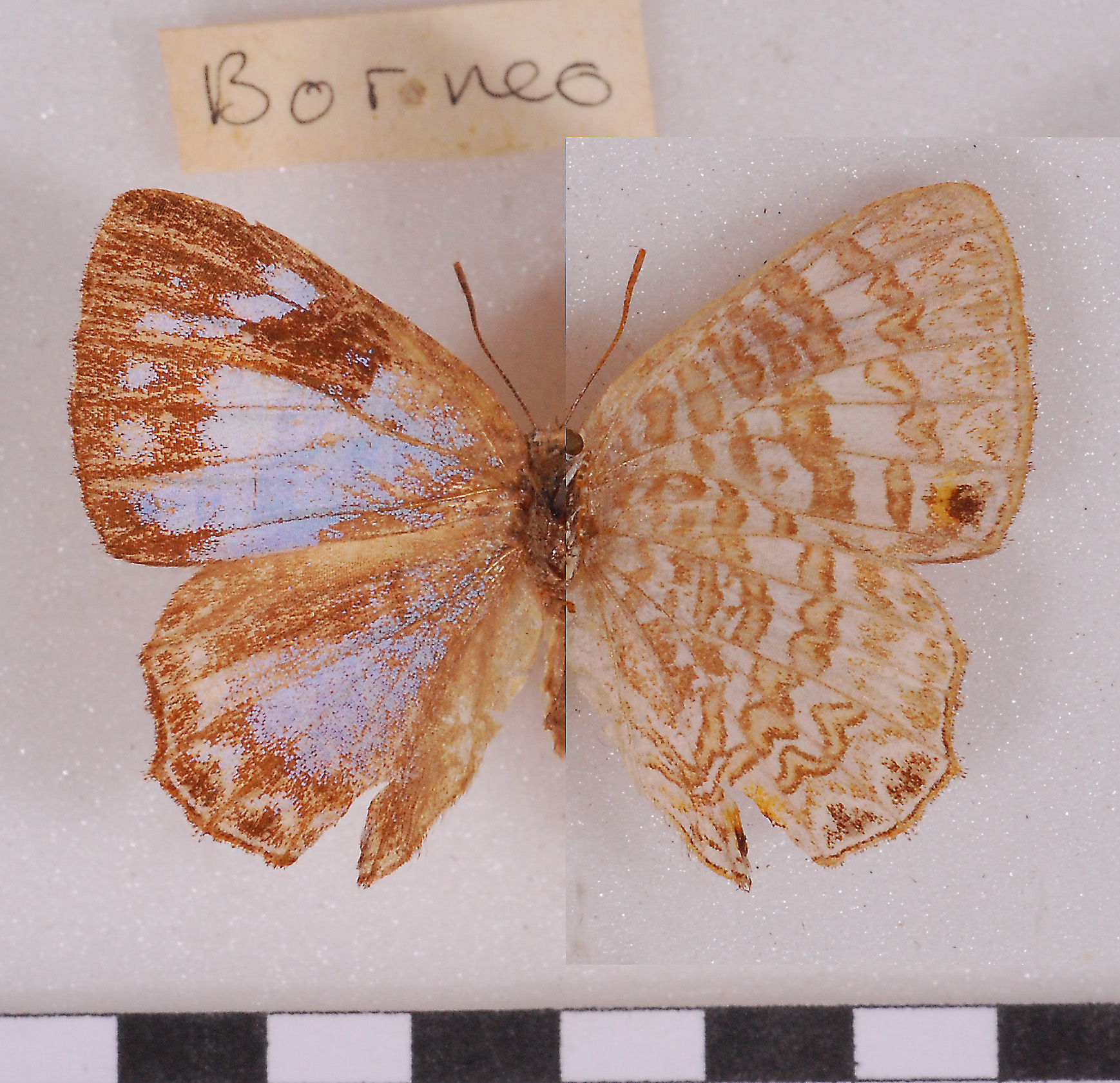
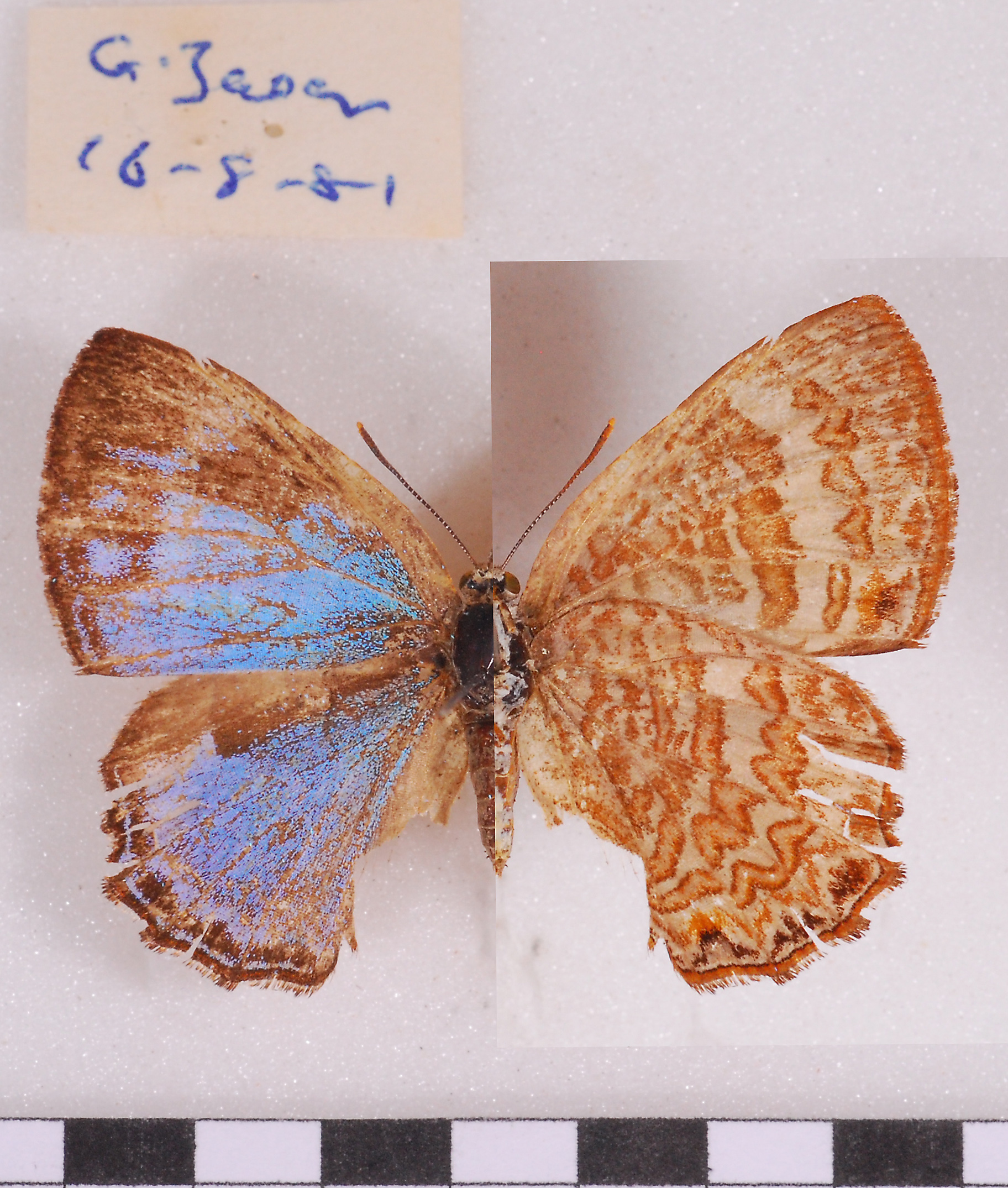